# Laagpakket van Heksenberg

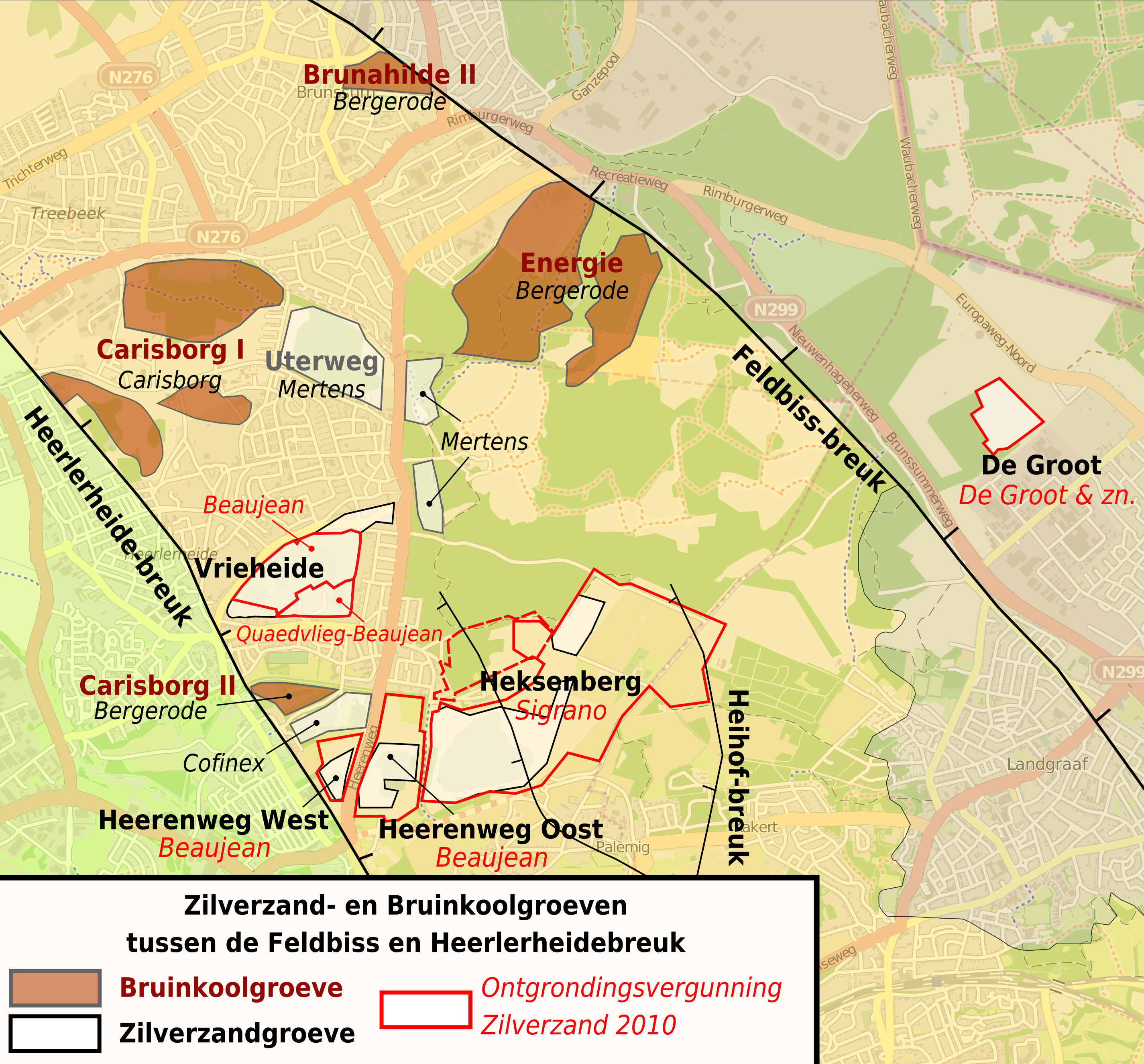
Bruinkool- en zilverzandgroeven tussen de Feldbissbreuk en de Heerlerheidebreuk

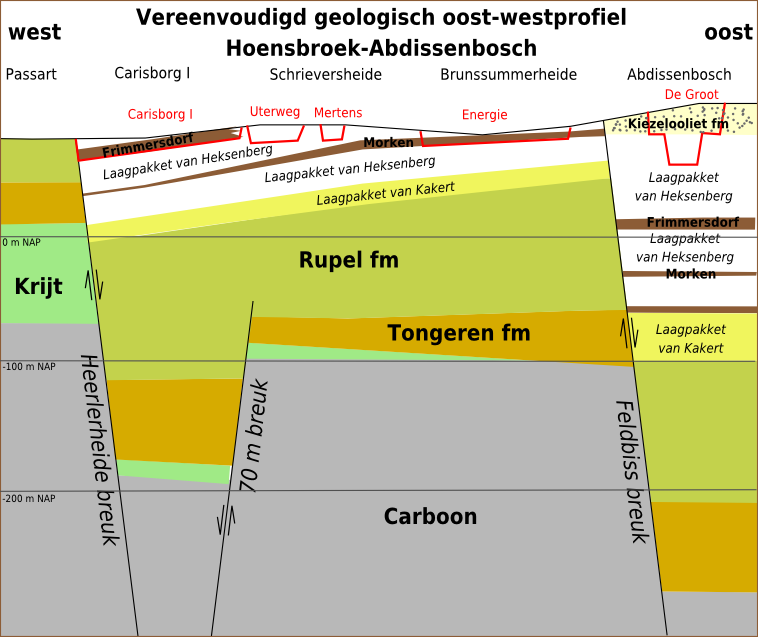
Geologische doorsnede Hoensbroek-Abdissenbosch met daarin de lagen van het laagpakket

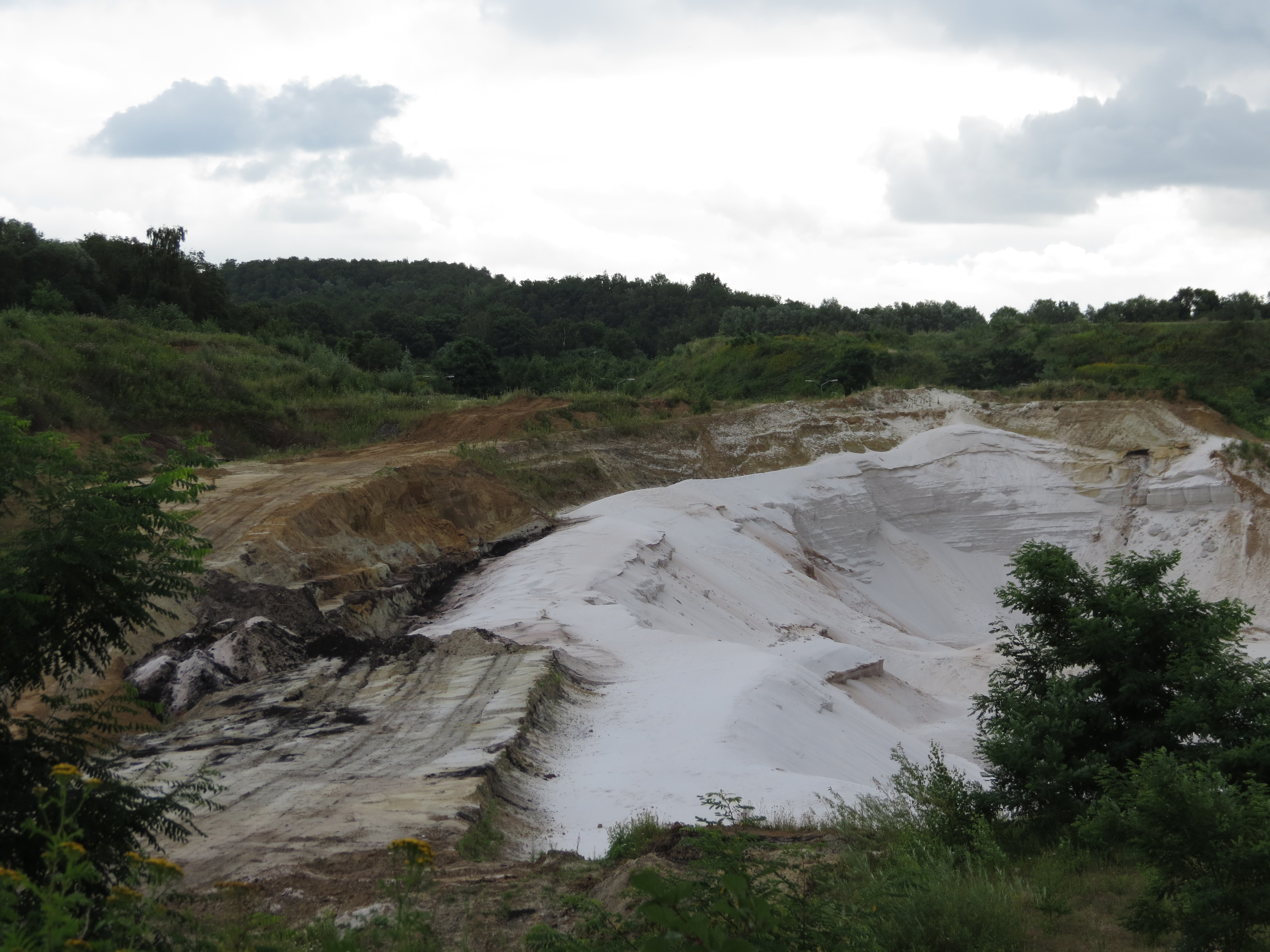
Zilverzandgroeve Heerenweg West

Het Laagpakket van Heksenberg, voorheen ook bekend als de Formatie van heksenberg, is een afzetting uit de Formatie van Breda in de Boven-Noordzee Groep. Het laagpakket werd marien afgezet in een zee in het vroeg Mioceen tot in het vroege midden Mioceen.
Het laagpakket is vernoemd naar het gebied van de heuvel Heksenberg op de Brunssummerheide.

## Geschiedenis
Tijdens het vroeg Mioceen tot in het vroege midden Mioceen bevond zich hier een zee waarin een pakket zand werd afgezet.

## Gebied
Het Laagpakket van Heksenberg is afgezet in het zuidoosten van Nederland in de Roerdalslenk en strekt zich in zuiden en noorden uit over aangrenzende breukblokken.
In Zuid-Limburg komen afzettingen uit de Formatie van Heksenberg aan of dicht onder de oppervlakte voor in een gebied dat begrensd wordt door een lijn Kerkrade - Heerlen - Hulsberg - Elsloo in het zuiden en de Feldbissbreuk in het noorden. Alleen in de omgeving van Kerkrade, Eygelshoven en Rimburg komt het laagpakket ook ten noorden van de Feldbissbreuk aan de oppervlakte. Buiten het gebied tussen Heerlen en Brunssum worden ook zanden uit het laagpakket aangetroffen bij Kerkrade, Eygelshoven, Nuth, Schinnen, Nagelbeek, Geleen en Sittard.
De in het laagpakket voorkomende bruinkolenlagen zijn in de loop van de eerste helft van 20e eeuw op meerdere plaatsen in exploitatie geweest.
In de wijk Heksenberg zijn er meerdere groeves waar zilverzand uit het Laagpakket van Heksenberg gewonnen wordt. De grootste groeve bevindt zich ten zuidoosten van de wijk, de Sigrano-groeve, en wordt ontgonnen door de firma Sigrano. Een andere zandwinningsfirma te Heksenberg is de firma Beaujean. Ook bij Spaubeek (Groeve Spaubeek), Nagelbeek (Groeve Nagelbeek) en Amstenrade werd zilverzand ontgonnen.

## Afzettingen
Het Laagpakket van Heksenberg bestaat uit zilverzand, wit tot grijs van kleur, met een grootte van fijn tot matig grof (63-300 μm). Het laagpakket bevat ingeschakelde bruinkoollagen met een dikte van 15-20 en 30 meter dik en het heeft aan de basis en de top gerolde vuurstenen. De maximale dikte bedraagt circa 100 meter.
Een deel van de zanden uit het Laagpakket van Heksenberg is gekenmerkt door het vrijwel geheel ontbreken van de lutumfractie en een zeer laag gehalte aan de siltfractie. Ook het gehalte aan ijzer, aluminium en zware mineralen is extreem laag.
Het laagpakket heeft in de basis de bruinkoollaag Morken en in de top de bruinkoollaag Frimmersdorf.